# Serious Sam 4
 (février 2025).
Si vous disposez d'ouvrages ou d'articles de référence ou si vous connaissez des sites web de qualité traitant du thème abordé ici, merci de compléter l'article en donnant les références utiles à sa vérifiabilité et en les liant à la section « Notes et références ».
Serious Sam 4 est un jeu vidéo de tir à la première personne sorti le 24 septembre 2020.

## Accueil
Sur Jeuxvideo.com, le jeu obtient la note de 10/20.